# Raspenava
Raspenava (en allemand : Raspenau) est une ville du district et de la région de Liberec, en République tchèque. Sa population s'élevait à 2 833 habitants en 2025.

## Géographie
Raspenava se développe sur les deux rives de la Smědá et se trouve à 7 km au sud-est de Frýdlant, à 16 km au nord-nord-est de Liberec et à 104 km au nord-est de Prague.
La commune est limitée par Krásný Les au nord, par Nové Město pod Smrkem, Lázně Libverda et Hejnice à l'est, par Oldřichov v Hájích au sud et par Frydlant à l'ouest.

## Histoire
La première mention écrite de la localité date de 1343.

## Patrimoine
Patrimoine religieux
- église de l'Assomption

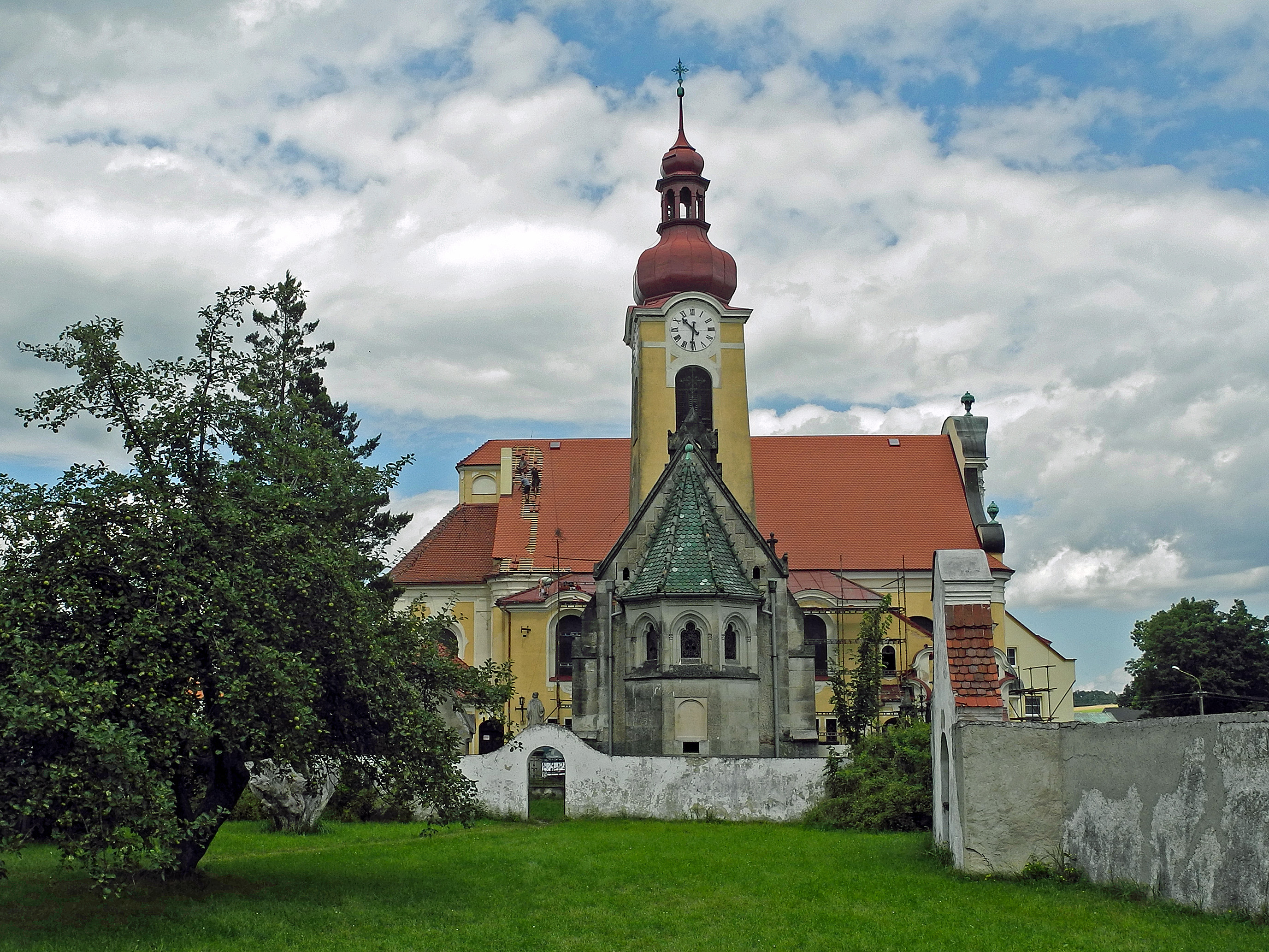
Vue générale.
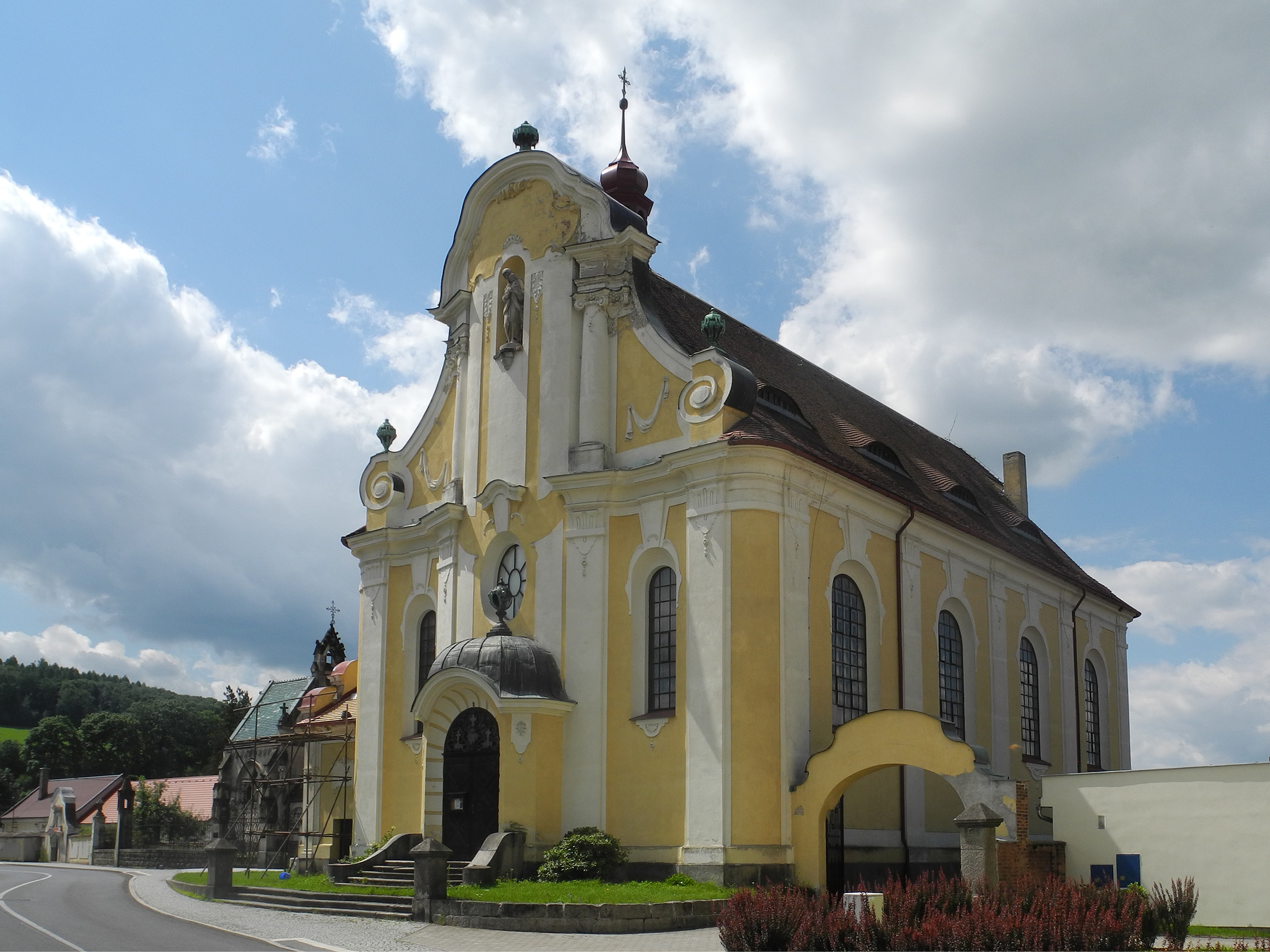
Le porche.

## Transports
Par la route, Raspenava se trouve à 4 km du centre de Frýdlant, à 21 km de Liberec et à 130 km de Prague.

## Jumelages
- Gryfów Śląski (Pologne)
- Bischofswerda (Allemagne)